# Jimeno Garcés
Pour les articles homonymes, voir Garcés.
 (octobre 2020).
Si vous disposez d'ouvrages ou d'articles de référence ou si vous connaissez des sites web de qualité traitant du thème abordé ici, merci de compléter l'article en donnant les références utiles à sa vérifiabilité et en les liant à la section « Notes et références ».
Jimeno II Garcés (décédé le 29 mai 931) était un roi de Navarre, frère du roi Sanche Ier de Navarre et le fils de García Jiménez par sa seconde épouse, Dadildis de Pallars. Il régna de 925 à sa mort en 931.
Alors qu’il est parfois présenté comme régent pour son neveu, García II Sánchez, au moins un document contemporain où tous les deux apparaissent appelle Jimeno « roi », mais pas son neveu. Ce n’est que dans la dernière année de son règne que García apparaît également avec le titre royal. En 927, il envoya une armée dans le sud afin de soutenir ses parents Banu Qasi, ce qui amena Abd-ar-Rahman III, émir de Cordoue et neveu de l’épouse de Jimeno, à se retirer sans livrer bataille.
Jimeno épousa Sancha Aznárez, sœur de Toda Aznárez, l’épouse de Sanche Ier, et petite-fille du roi Fortún Garcés. 
Elle lui donna : 
- García, qui alla avec sa mère en Gascogne ;
- Sancho, qui épousa Quissilo, fille de García, comte de Bailo ;
- Dadildis, épouse de Musa Aznar ibn al-Tawil, wali de Huesca (petit-fils d’Aznar II Galíndez d’Aragon).

D’une maîtresse, il eut un autre fils appelé García, qui mourut à Cordoue.